# Серебрянский сельсовет (Нижегородская область)
Серебрянский сельсовет — административно-территориальная единица  в составе городского округа город Кулебаки Нижегородской области России). До 2015 года образовывал сельское поселение в составе Кулебакского района.
Административный центр — деревня Серебрянка.

## Население
| 2002 | 2010 | 2012 | 2013 | 2014 | 2015 |
| ---- | ---- | ---- | ---- | ---- | ---- |
| 748  | ↘528 | ↘521 | ↘514 | ↘495 | ↘479 |

## Населенные пункты
| №  | Населённый пункт | Тип                             | Население |
| -- | ---------------- | ------------------------------- | --------- |
| 1  | Благовещенка     | деревня                         | ↘12       |
| 2  | Знаменка         | деревня                         | ↘0        |
| 3  | Красновка        | посёлок                         | ↘6        |
| 4  | Красный Родник   | деревня                         | ↘16       |
| 5  | Кутузовка        | посёлок                         | ↗30       |
| 6  | Лесозавода       | посёлок                         | ↘3        |
| 7  | Михайловка       | деревня                         | ↘158      |
| 8  | Пушлей           | деревня                         | ↘12       |
| 9  | Серебрянка       | деревня, административный центр | ↘285      |
| 10 | Совхозный        | посёлок                         | ↘0        |
| 11 | Тумалейка        | деревня                         | ↘6        |
| 12 | Шилокшлей        | деревня                         | ↘0        |